# Camilo Villegas
Camilo Villegas (* 7. Januar 1982 in Medellín, Kolumbien) ist ein Profigolfer der nordamerikanischen PGA Tour.

## Werdegang
Villegas erlernte das Golfspiel im Kindesalter und spielte dann als Junior bei der University of Florida. Er gewann in den USA drei Amateurturniere und wurde Southeastern Conference Player of the Year in den Jahren 2002 und 2004.
Über die Nationwide Tour qualifizierte sich Villegas für die Saison 2006 auf der PGA Tour und überraschte die Fachwelt mit zwei zweiten Plätzen in seinen ersten sieben Turnieren. Bei der Doral Championship in Miami lieferte Villegas am Schlusstag ein spektakuläres Kopf-an-Kopf Rennen mit Tiger Woods ab, das der Weltranglistenerste letztendlich mit einem Schlag Vorsprung für sich entscheiden konnte. Anfang September 2008 gewann Villegas sein erstes Turnier auf der PGA Tour und ließ noch im selben Monat einen zweiten Sieg bei der hochwertigen Tour Championship folgen. Dadurch kletterte er in der Golfweltrangliste bis auf Platz 7 und verblieb für 14 Wochen in den Top Ten.

## Trivia
Der stark fitnessorientierte Longhitter hat sich innerhalb kürzester Zeit zu einem Liebling der Medien und vor allem der jugendlichen Zuschauer entwickelt. Villegas fällt aber auch durch seine schrille Bekleidung vom Designer J. Lindeberg auf, der auch andere bekannte Profigolfer wie Fredrik Jacobson, Aaron Baddeley und Jesper Parnevik ausstattet.

## PGA Tour-Siege
- 2008 BMW Championship, Tour Championship
- 2010 The Honda Classic
- 2014 Wyndham Championship

## Andere Turniersiege
- 2001 Colombian Open (als Amateur)
- 2007 Coca-Cola Tokai Classic (Japan Golf Tour)
- 2008 TELUS World Skins Game, CVS Caremark Charity Classic (mit Bubba Watson), Notah Begay III Foundation Challenge
- 2010 World Golf Salutes King Bhumibol Skins Tournament

## Resultate in Major Championships
| Turnier               | 2004 | 2005 | 2006 | 2007 | 2008 | 2009 | 2010 | 2011 | 2012 | 2013 | 2014 | 2015 |
| --------------------- | ---- | ---- | ---- | ---- | ---- | ---- | ---- | ---- | ---- | ---- | ---- | ---- |
| The Masters           | DNP  | DNP  | DNP  | CUT  | CUT  | T13  | T38  | 49   | DNP  | DNP  | DNP  | CUT  |
| US Open               | CUT  | DNP  | T59  | T26  | T9   | T33  | T70  | CUT  | DNP  | DNP  | DNP  | 74   |
| The Open Championship | DNP  | DNP  | DNP  | DNP  | T39  | T13  | T44  | CUT  | DNP  | CUT  | DNP  | DNP  |
| PGA Championship      | DNP  | DNP  | CUT  | T23  | T4   | T51  | T8   | CUT  | DNP  | DNP  | DNP  | CUT  |

DNP = nicht teilgenommen

CUT = Cut nicht geschafft

„T“ geteilte Platzierung

Grüner Hintergrund für Sieg

Gelber Hintergrund für Top 10

## Teilnahmen an Teamwettbewerben
- Presidents Cup (für das Internationale Team): 2009
- World Cup (für Kolumbien): 2011